# افتراس

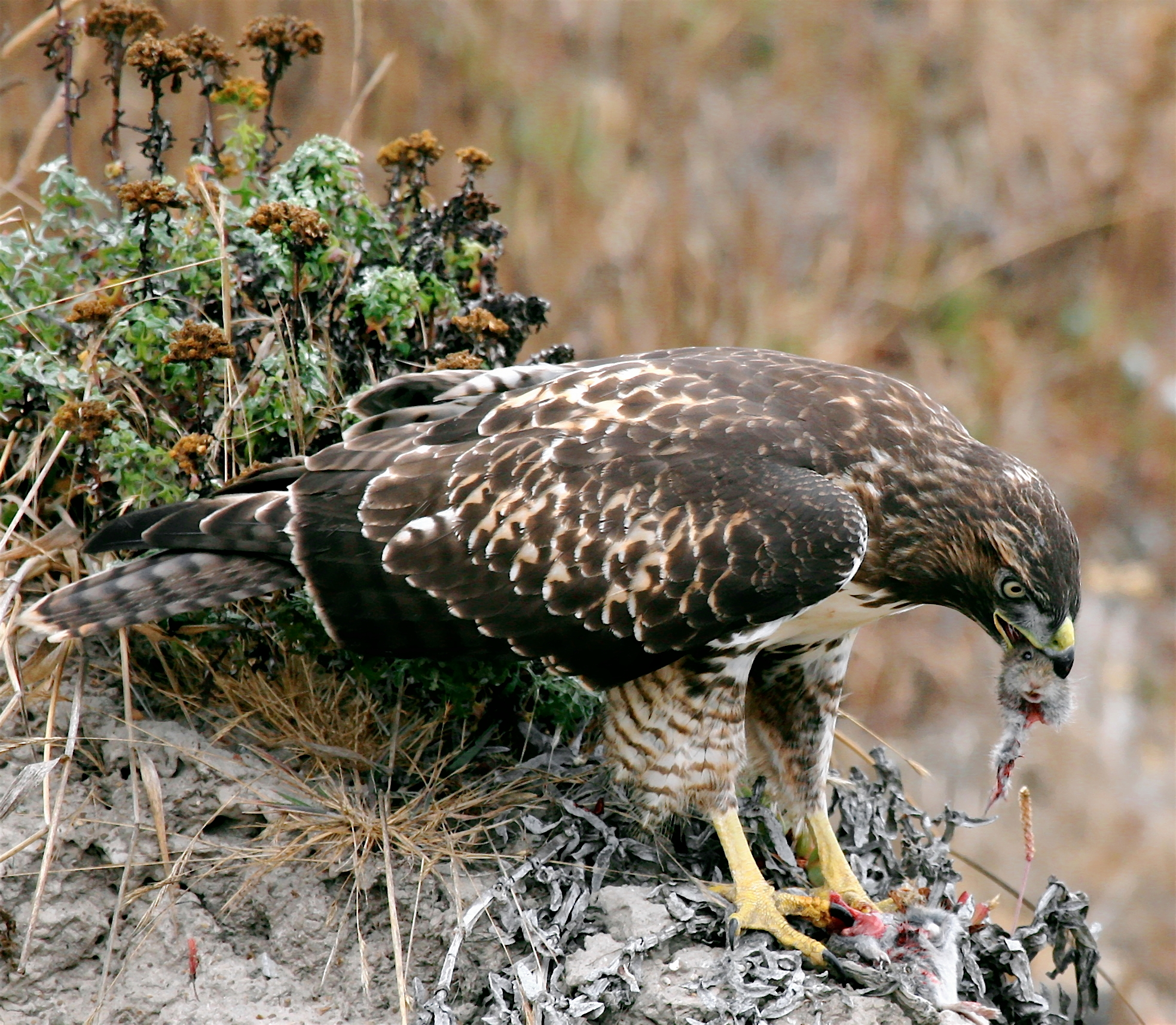
باز أحمر الذيل يافع يقتات على فأر زرع كاليفورني

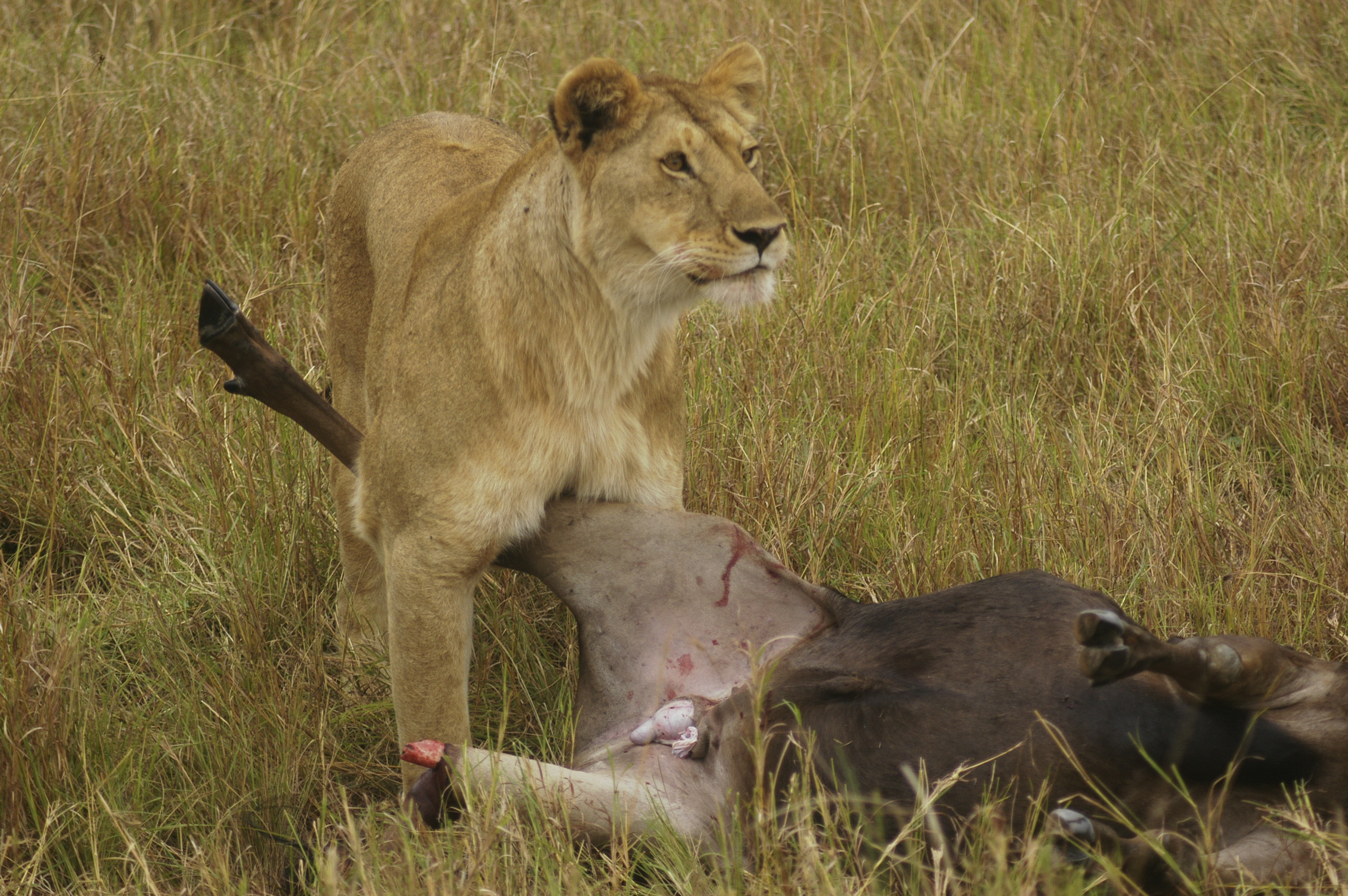
لبوة تقتات على جيفة نو أزرق في محمية ماساي مارا بكينيا

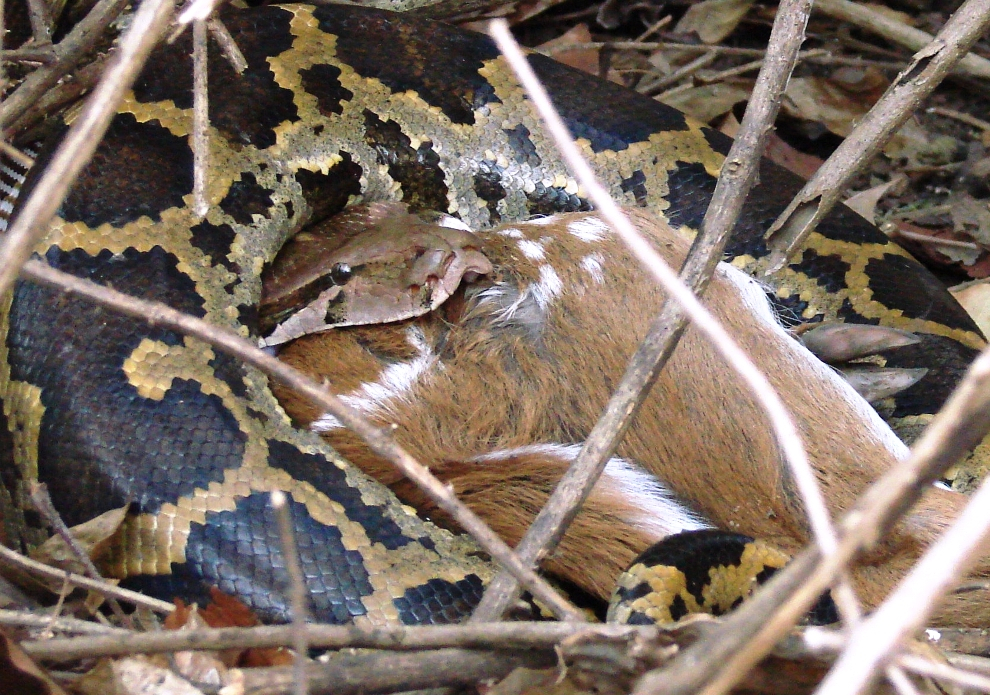
أصلة هندية تقتات على أيل مرقط بالغ في منتزه مودومالاي الوطني

الافتراس هو - وفقًا لتعريف علماء البيئة - تفاعل بيولوجي بين كائنين، حيث يقوم أحدهما وهو المفترس (الضاري أو الكاسر أو الجارح أو الكائن الذي يصطاد) بالاقتيات على كائن أو عدد من الكائنات الحية الأخرى التي تُعرف باسم الفريسة (الطريدة أو الكائن الذي يُصاد). قد يقوم المفترس أو لا يقوم بقتل فريسته قبل الاقتيات عليها، إلا أن فعل الافتراس يسبب - من وجهة نظر العلماء السابق ذكرهم - موت الطريدة دومًا. يُسمّى أسلوب التغذية الآخر عند الحيوانات بـ «الاحتتات»، حيث يقوم كائن حي بالاقتيات على المواد العضويّة الميتة (الحُتات)، وقد يصعب في بعض الأحيان التفرقة أو الفصل بين هذين السلوكين. مثال ذلك، عندما يقوم نوع طفيليّ بافتراس مضيفه، ومن ثم يضع عليه بيضه كي تقتات صغاره على جيفته المتحللة، عندما تفقس كما تفعل بعض أنواع الزنابير. إن أبرز الخصائص التي يمكن بواسطتها التمييز بين السلوكين هي أنه في الافتراس يكون للمفترس تأثير مباشر على جمهرة الفريسة (تخفيض أعدادها أو التحكم بأعدادها)، أما الاحتتات فتقتات على ما هو متوفّر من الغذاء ولا يكون لها أي تأثير يُذكر على جمهرة الكائن المضيف.

## تطوّر الافتراس
يظهر بأن الافتراس أصبح إحدى أساليب الاقتيات منذ ما يقارب 550 مليون سنة - أي بعد نهاية العصر الكامبري بفترة قصيرة - حيث تظهر الدلائل تطوّرًا متزامنًا فوريًا تقريبًا للتكلّس في الحيوانات والطحالب، ولسلوك حفر الجحور تفاديًا للافتراس. إلا أنه يظهر بأن المفترسات كانت ترعى على الكائنات الدقيقة منذ حوالي 1,000 مليون سنة على الأقل.

## تصنيف المفترسات

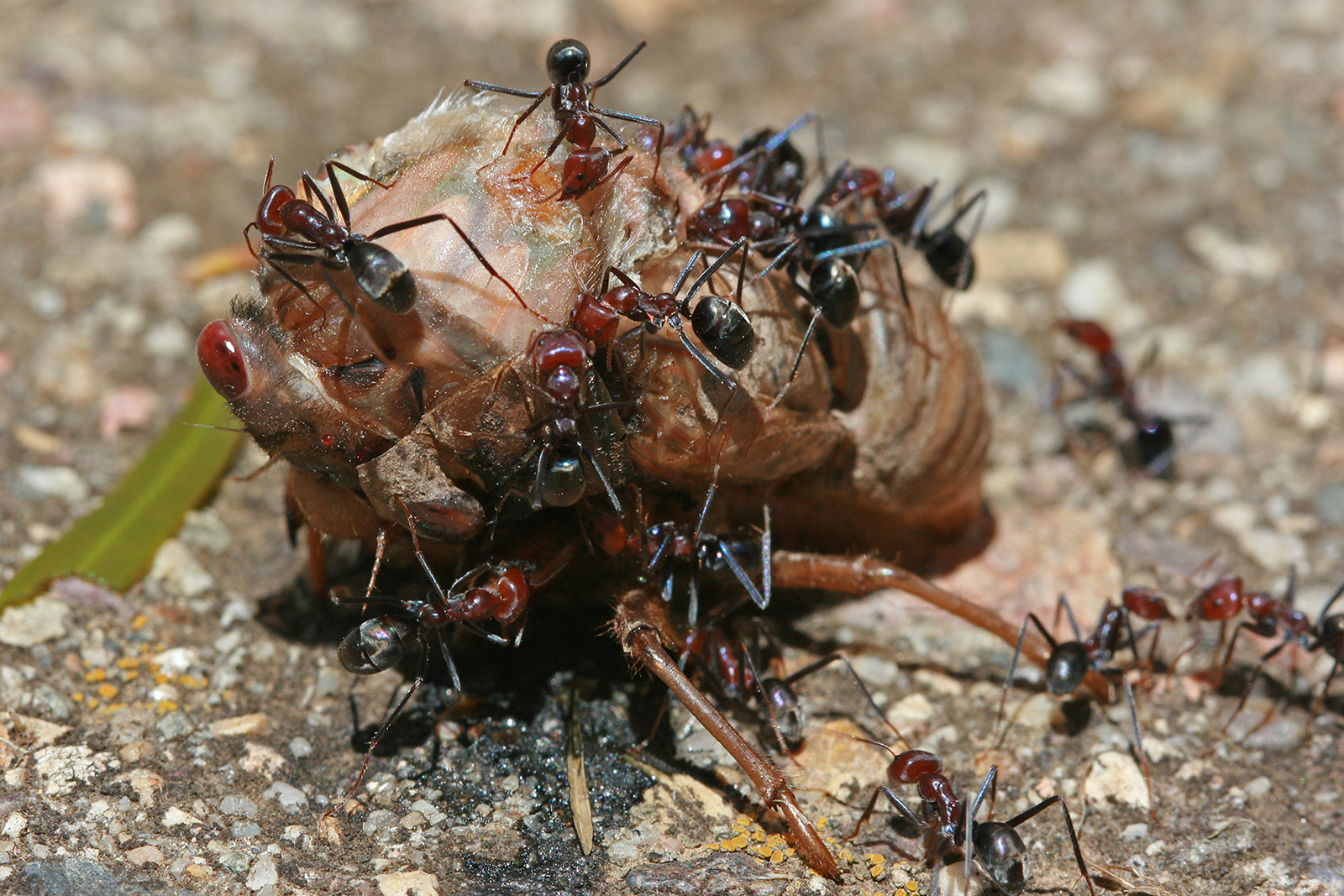
نمل لاحم يفتك بزيز.

القاسم المشترك الرئيسي في التصنيفات المختلفة لجميع المفترسات، هو أن الأخيرة دائمًا ما تخفض كفاءة طريدتها البيولوجية، أي بتعبير آخر تخفّض من فرص بقاء أو نسبة تكاثر الفريسة، أو كلاهما معًا. إن الأسلوب المتبع في تصنيف الضواري بالأسفل يَشمل رتبتها الغذائية أو حميتها، ونسبة اختصاصها وطبيعة تفاعلها مع الفريسة أو علاقتها بها.

### التصنيف الوظيفي
يُعد تصنيف المفترسات وفقًا لدرجة اقتياتهم وتفاعلهم مع طرائدهم، إحدى الطرق التي يُفضل علماء البيئة اللجوء إليها لتجميع وتصنيف أنواع الافتراس المختلفة. فعوضًا عن التركيز على ما تأكله تلك الحيوانات، يقوم هذا النظام بتجميع الضواري وفقًا للأسلوب الذي يقتاتون فيه على الفريسة، والطبيعة العامّة لعلاقة أنواع الطرائد المتنوعة بالأنواع المفترسة وتفاعلها مع بعضها البعض. يُأخذ بعين الاعتبار عنصران أساسيان في هذا المجال: مدى قرب المفترس والفريسة جسديًا من بعضهما (في الحالتين الأخيرتين تُستبدل كلمة «طريدة» أو «فريسة» بكلمة «مضيف»)، وبالإضافة لذلك ما إذا كانت الطريدة تُقتل على الفور من قبل الضاري (في الحالتين الأولى والأخيرة يكون موت الفريسة مؤكدًا).

#### الافتراس الحقيقي

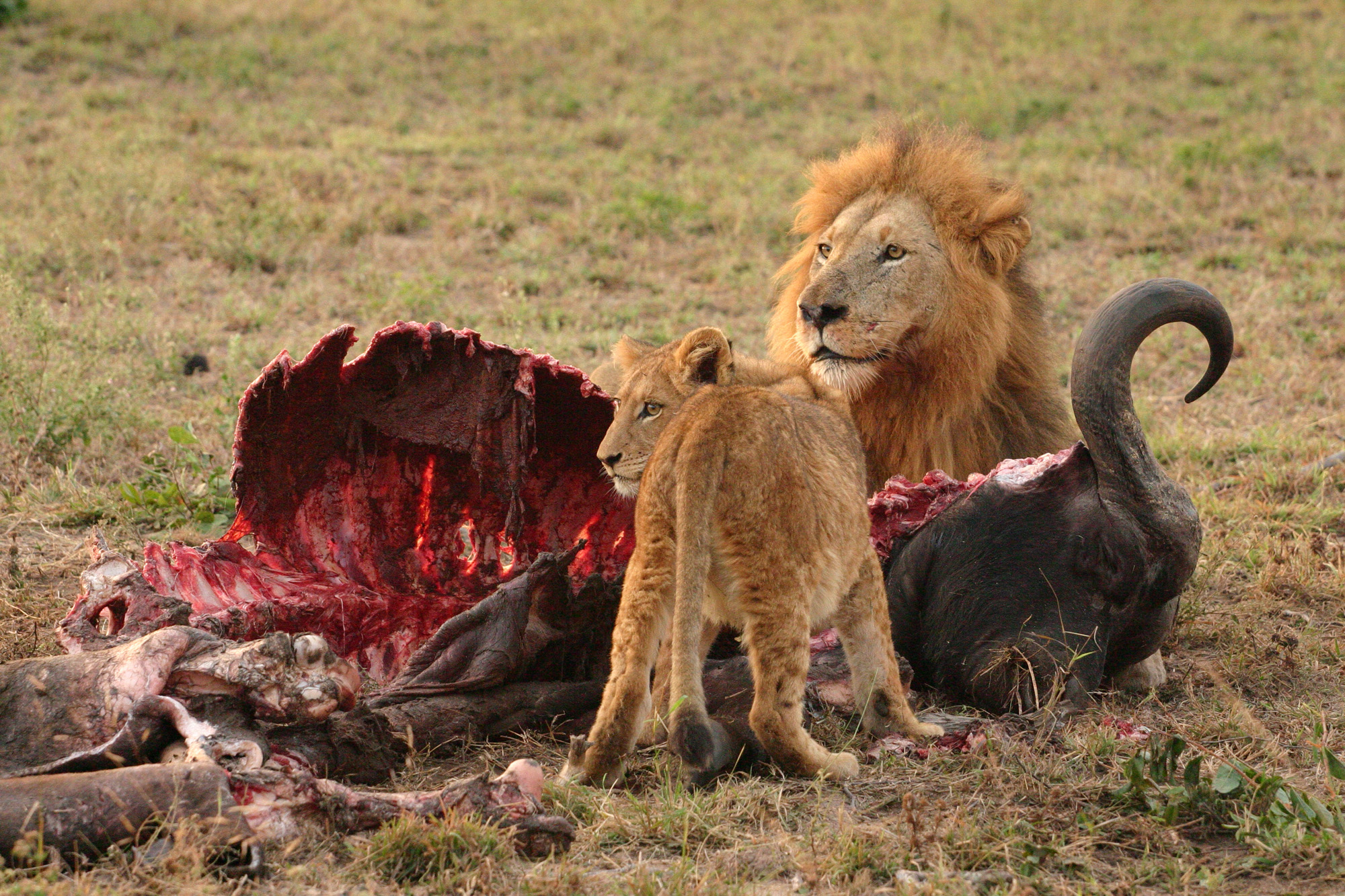
أسد وشبله يقتاتان على جيفة جاموس إفريقي.

المفترس الحقيقي هو الكائن الذي يقتل ويقتات على كائن حي آخر، ويُلاحظ أنه بينما تسبب الأنواع الأخرى من الافتراس أذىً للطريدة بشكل أو بأخر، فإن هذا النوع يؤدي إلى الموت الفوري. قد تسعى المفترسات الحقيقية إلى طريدتها، أو تقبع في مكانها وتنتظر إلى أن تصبح تلك الأخيرة على مسافة تسمح لها بالانقضاض عليها، كما تفعل مفترسات الكمائن. يَقتل البعض من الضواري طرائدًا كبيرة، ويقوم بفصل بعض أوصالها أو يمضغها قبل أن يأكلها، كما يفعل اليغور مثلاً. أما المفترسات الأخرى، فقد تلتهم طريدتها كاملة (والتي تكون أصغر حجما منها بأشواط عادة)، كما يفعل الدلفين قنيني الخطم مثلاً، وجميع أنواع الأفاعي والبط واللقلق، عند ابتلاعها للضفادع. وفي بعض الحالات لا تموت الفريسة إلا في الجهاز الهضمي أو في فم المفترس، كما في حالة الحيتان البالينية التي تأكل الملايين من العوالق الحيوانية الميكروسكوبية دفعة واحدة، حيث تتحلل الطريدة وتتقسّم بعد أن تدخل فم الحوت. يُعد افتراس البذور أيضا أحد أشكال الافتراس الحقيقي، إذ أن البذرة تمثل كائنًا حيًا محتملاً أو مستقبليًا. لا تحتاج المفترسات المنتمية لهذا التصنيف إلى أن تلتهم فريستها كاملة، حتى تعد منتمية له، فالبعض منها لا يستطيع هضم العظام. بينما البعض الآخر قادر على ذلك، حتى أن البعض منها قد يقتات على جزء من الكائن الحي كما تفعل الحيوانات الراعية. إلا أن هذا يبقى سببًا للموت الفوري، وبالتالي تبقى تلك الحيوانات ضمن هذا التصنيف.

#### الرعي

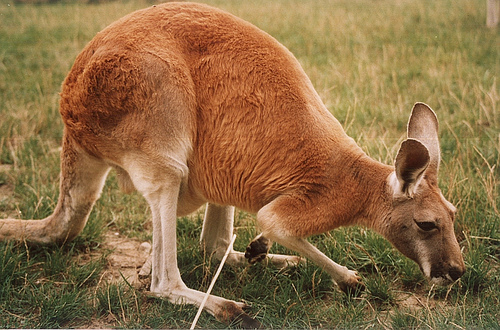
كنغر أحمر يرعى

قد تقوم الكائنات الراعية بقتل فرائسها أيضًا، إلا أن هذا يبقى من الأمور النادرة الحصول. فالبعض منها - مثل العوالق الحيوانية - تعيش على العوالق النباتية أحادية الخليّة، ولا يكون لديها خيار سوى قتل طريدتها هذه. بينما لا تأكل كثير من الكائنات الباقية سوى جزءً صغيرًا من النبتة. تقتلع المواشي بعض العشب من جذوره أحيانًا، إلا أنها في أغلب الأحيان لا ترعى سوى أطرافه مما يتيح له النمو من جديد، وهذا الأمر يسري أيضًا على العشب البحري الذي ترعاه بعض أنواع الكائنات البحرية، لكنه يَعود ويَنمو من قاعدة النصل مجددًا، تأقلمًا مع الضغط المائي المتغيّر. فضلاً عن أن الحيوانات قد «يُرعى» عليها أيضًا؛ فأنثى البعوض تحط على مضيفها لفترة وجيزة كي تحصل على البروتينات اللازمة لبقاء صغارها، ويُعد نجم البحر من تلك الحيوانات، حيث يكون قادرًا على إعادة إنماء أذرعه المفقودة التي اقتات عليها كائن آخر.

#### التطفل

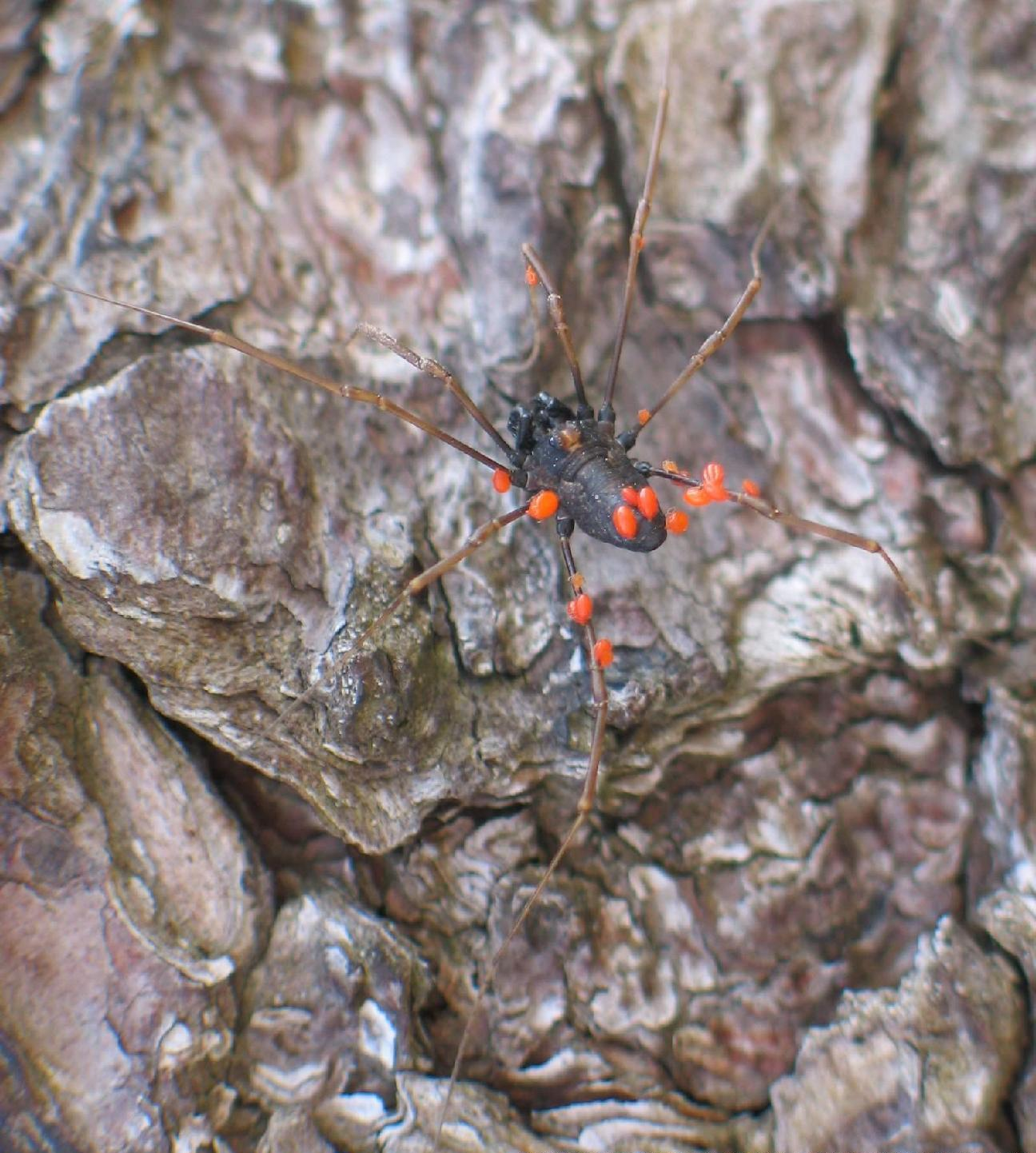
قرادة تتطفل على حشرة الحصّاد

يَصعب التمييز أحيانًا بين الطفيليّات والكائنات الراعية، حيث أن سلوكهما الغذائي متشابه في عدة أوجه، إلا أن الأولى تتميّز عن الأخيرة بعلاقتها الوثيقة بالنوع المضيف لها. فالكائن الراعي - كالفيل مثلاً - يَتنقل لمسافات شاسعة في النهار الواحد حيث يَرعى على عدد من النباتات، أما الكائن الطفيليّ فيَعيش على مضيف واحد أو بضع مضيفين فقط في أقصى الحالات طوال حياته. يمكن وصف سلوك العيش هذا باسم «المعايشة» أو العيش سويًا بتعبير آخر. إلا أنه على العكس من التنافع، فإن هذا النوع من الارتباط يُنقص من الكفاءة البيولوجية للكائن المضيف. تشمل الكائنات الطفيليّة أنواعًا كثيرة من شاكلة نبتة السديميّة أو الدارواش، والطفيليّات الداخليّة الجهرية مثل الهيضة. إن البعض من الأنواع الداخلة في هذا التصنيف تميل إلى أن تمتلك علاقة أقل تواثقًا بمضيفيها، فاليرقات قشريات الجناح (الفراش والعث)، قد تقتات على نبتة واحدة أو ترعى عدد من تلك القريبة منها، وهذا هو أحد الأسباب الرئيسيّة التي تجعل من الأنسب النظر إلى التصنيف الوظيفي على أنه يحوي هذه التقسيمات الأربعة المتكاملة، عوضًا عن اعتبارها تصنيفات مستقلة بذاتها.

#### الأدواء الطفيلية
الداء الطفيليّ هو عبارة عن كائنات حيّة تعيش بداخل أو على مضيفها، حيث تقتات بشكل مباشر عليه، وتتسبب بموته في النهاية. تتشابه هذه الطائفة والطفيليّات من حيث معايشتها للكائن أو الكائنات المضيفة، وهي كمفترسات التصنيفين السابقين لا تقتل فريستها فورًا، إلا أنها تختلف عن الطفليّات من ناحية أنها كالمفترسات الحقيقية، تتسبب بموت طريدتها دومًا. من أبرز الأمثلة على الأدواء الطفيليّة، زنبور النمس، وهو صنف من الحشرات الانفرادية التي تعيش معظم حياتها البالغة دون أن تختلط بأفراد من نوعها، وقبل أن تموت تضع بيضها على أو بداخل أنواع أخرى مثل اليساريع. تقتات يرقات هذه الحشرة على مضيفها أثناء مراحل نموه، وتتسبب له بضرر بسيط في بادئ الأمر، إلا أنها سرعان ما تأكل جميع أعضائه الحيويّة حتى تدمّر جهازه العصبي مما يؤدي إلى موته. وبحلول هذه الفترة تكون الزنابير الصغيرة قد تطوّرت بما فيه الكفاية حتى تنتقل للمرحلة الثانية في دورة حياتها. على الرغم من أن الأدواء الطفيلية محصورة إجمالا في الحشرات التابعة لرتبة غشائيات الأجنحة، إلا أنها تشكل قرابة 10% من جميع أنواع الحشرات.

### درجة التخصص

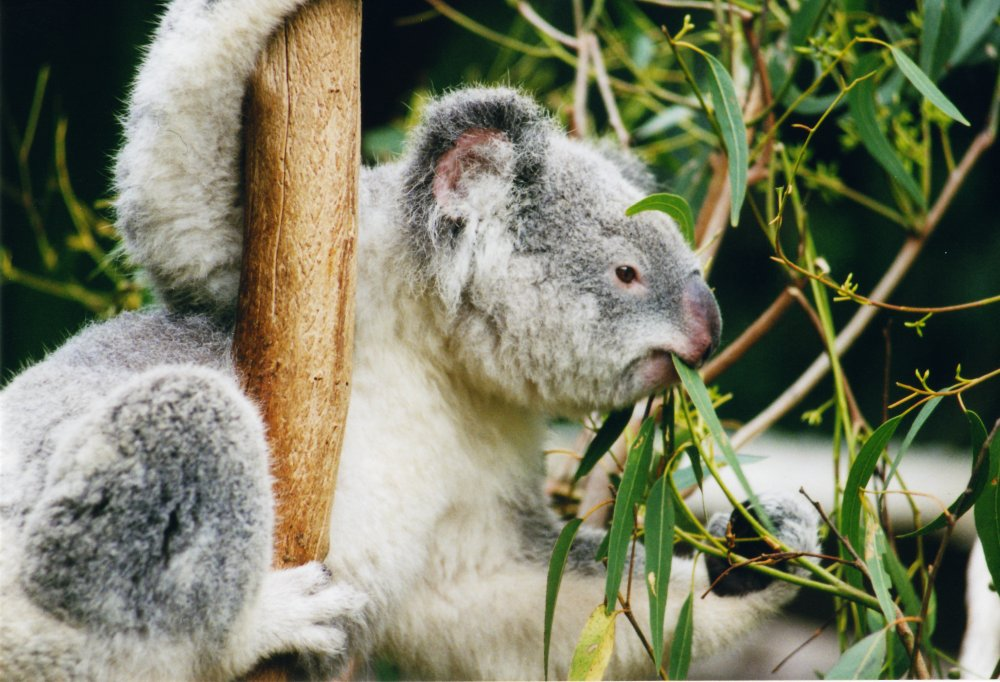
يُعد الكوالا أحد أبرز أنواع الحيوانات الاختصاصية، بما أن غذاءه لا يَشمل سوى أوراق شجر الكينا أو الأوكاليبتوس.

تُعد نسبة التخصص بين المفترسات مرتفعة نسبيًا، فالكثير منها يختص بصيد نوع واحد فقط من الفرائس. أما البعض الآخر فأكثر انتهازًا للفرص، حيث يقتل ويتغذى على أي كائن حي تقريبًا (مثل الإنسان والنمر والكلبيات). تكون الضواري المختصّة متأقلمة بشكل جيّد كي تتمكن من الأمساك بطريدتها المفضلة، وبالمقابل فإن الأخيرة تكون متأقلمة بالقدر ذاته كي تتمكن من الهرب. يدعو العلماء هذه الظاهرة باسم «سباق التسلح التطوري»، التي تبقي جمهرة كل من المفترسات والفرائس على قدر من التوازن. يتخصص بعض الضواري بصيد رتب معينة من الطرائد وليس أنواع محددة بذاتها، إلا أن جميع المفترسات ستقتات أو تحاول صيد أنواع أخرى من الفرائس (بنسب نجاح متفاوتة) بحال كان هدفها المفضل نادرًا، أو ستتحول إلى تقميم الجيف أو أكل النبات حتى.

### الرتبة الغذائية

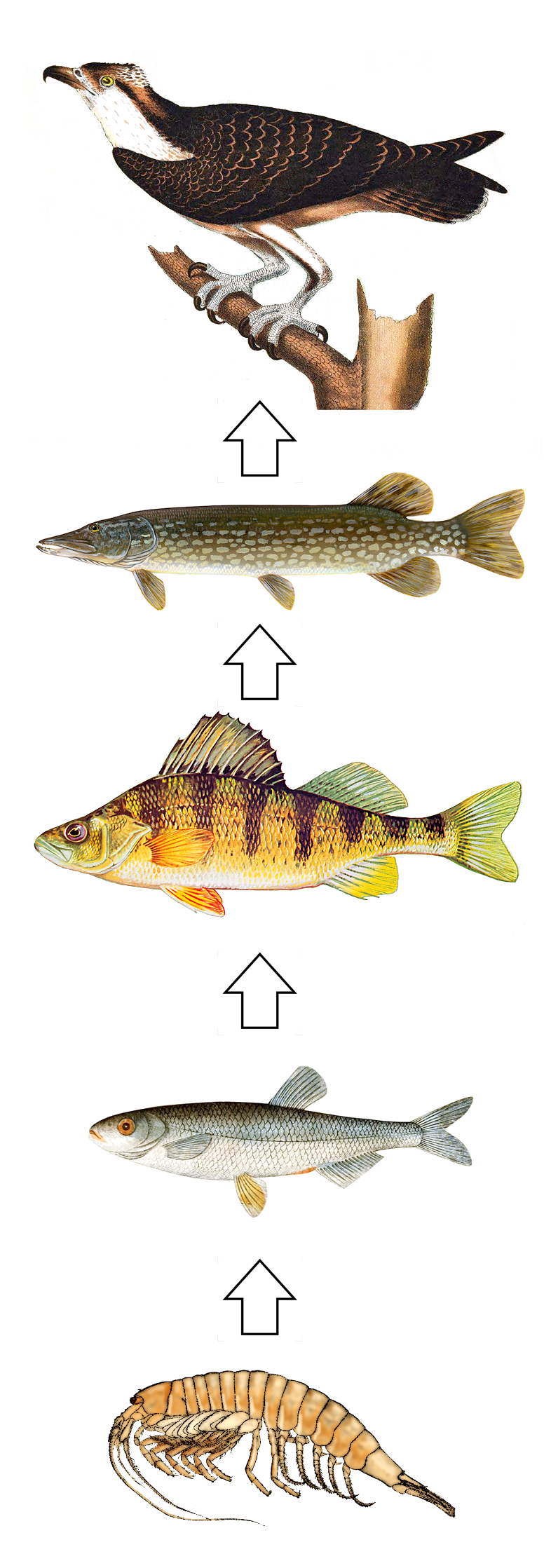
نموذج عن سلسلة غذائية في بحيرة سويديّة، من الأسفل: إربيان المياه العذبة، سمك الطنش، سمك الفرخ، سمك الكراكي، والعقاب النسارية الذي يقبع على قمة السلسلة.

تكون المفترسات غالبًا طريدةً لكائنات حية أخرى، كما وتكون الفرائس مفترسات بالمقابل. فطائر القيق الأزرق مثلاً يفترس الحشرات، وهو يقع بدوره فريسةً للأفاعي والهررة التي تفترسها أيضًا كائنات أخرى من شاكلة البيزان والعقبان. تُعد الرتبة الغذائية إحدى الطرق التي يمكن بواسطتها تصنيف المفترسات؛ فتُسمّى الكائنات التي تقتات على ذاتيّات التغذية (النبات والكائنات التي تصنع غذائها بنفسها)، التي تشكّل قاعدة الهرم الغذائي، بالعواشب أو المستهلكات الأوليّة؛ أما تلك التي تقتات على عضويّات التغذية (الكائنات التي تقتات على مصدر غذائي خارجي)، كالحيوانات تُعرف باسم المستهلكات الثانوية. تُعد الأخيرة ضربًا من اللواحم، إلا أن هناك أيضًا مستهلكات ثلثيّة تقتات عليها، ومستهلكات رُباعيّة تفترس الثلثيّة وهكذا دواليك؛ ولأن الكائنات لا تصرف سوى جزء بسيط من الطاقة كي تنتقل إلى الرتبة التالية، فإنه من الطبيعي أن يكون هناك حدود لتلك الرتب، حيث أنها من النادر أن تتخطى الرتبة الخامسة أو السادسة، وعادةً ما تبلغ الثالثة فقط (مثال ذلك: الأسد يفترس عواشبًا ضخمة من شاكلة النو الذي يقتات بدوره على الأعشاب). يُسمى الضاري الذي يقبع على قمة أي سلسلة غذائية (أي الذي لا يفترسه أي كائن حي آخر) مفترسًا رئيسيًا أو مفترسًا فوقيًا؛ ومن الأمثلة على المفترسات هذه: الحوت السفاح أو الحوت القاتل وحوت العنبر والأناكندة وتنين كومودو والببر والعقاب الرخماء أو العقاب الأصلع وتمساح النيل، وحتى بعض الأنواع القارتة مثل الإنسان والدب الأشيب. قد لا يُحافظ المفترس الرئيسيّ في بيئة معينة على مركزه بحال تمّ إدخاله إلى بيئة أخرى يسيطر عليها مفترسًا أقوى، كما عندما يتم إدخال كلب مثلاً إلى بيئة مستنقيّة تسيطر عليها التماسيح أو القواطير.
العديد من الكائنات الحيّة (التي يُعد البشر أبرز مثال لها) تقتات على رتب متنوعة من السلسلة الغذائية، وبالتالي تجعل تصنيفها أمرًا عسيرًا. فالكائن اللاحم قد يقتات على مستهلكات ثانويّة وثلثيّة، كما أن طريدته نفسها قد يُصعب تصنيفها أيضًا لأسباب مشابهة. تُسمّى الكائنات الحيّة التي تأكل ضروب متنوعة من النبات واللحم بالقوارت (آكلة كل شيء)، وهناك بعض الحيوانات العاشبة التي تُكمل حميتها باللحم كما تفعل الباندا العملاقة. يعتبر الاختصاصيون أن النباتات اللاحمة لا يمكن وضعها بسهولة ضمن هذا التصنيف، حيث أنها تنتج غذائها بنفسها كما باقي النباتات وتهضم أي حشرة تمسك بها أيضًا؛ وكذلك الأمر بالنسبة للكائنات التي تقتات على الاحتتاتيات والطفيليّات.

### الافتراس كنوع من المنافسة
يُقدم العالم البريطاني ريتشارد دوكنز نظرة مختلفة للافتراس، حيث ينص على أنه شكل من أشكال المنافسة: فمورثات كل من المفترس والفريسة تتنافس للحصول أو السيطرة على جسد (أو آليّة بقاء) الطريدة. يمكن فهم هذا الأمر أكثر عند النظر إلى نظرية الانتقاء الوراثي أو نظرية المورثة الأنانية.

## الدور البيئي للافتراس
إن المفترسات تزيد من التنوع الحيوي في المناطق التي تعيش فيها، وذلك عبر منعها سيطرة نوعًا واحدًا على النظام البيئي. تُعرف هذه المفترسات بالأنواع الأساسيّة أو العماديّة التي يرتكز وجود باقي الأنواع بتوازن على وجودها معها في نظام بيئي معيّن. يؤدي إدخال أو إزالة هذه المفترسات من بيئتها، أو حصول تغييرات في أعدادها، إلى نتائج وخيمة تتعلق بتوازن جمهرات العديد من الأنواع الأخرى. ومثال ذلك الحيوانات الراعية في الأراضي العشبيّة التي تمنع انتشار نوع معين من النباتات وسيطرته على المنظر الطبيعي، أي أنها برعيها هذا تضمن وجود عدّة أصناف من النبات.
تُعد مسألة القضاء على الذئاب في منتزه يلوستون الوطني أبرز النماذج على كيفيّة تغيّر نظام بيئي بكامله، بسبب اختفاء فصيلة أساسية واحدة. فقد كان لقتل جميع تلك الحيوانات في المحميّة بحلول ثلاثينيات القرن العشرين أثر كبير على الهرم الغذائي، حيث ازدادت أعداد العواشب بشكل كبير لعدم وجود مفترسات طبيعيّة لها، وأخذت تقتات بشكل مفرط على الكثير من أصناف النباتات المتخشبة، مما أثر على جمهرتها في تلك المنطقة. كما أن الذئاب كانت في السابق تمنع الحيوانات أو تتحكم بمقدار رعيها على ضفاف الأنهار، مما حمى مصادر غذاء القندس من أية اعتداءات، وبالتالي فقد كان لاختفاء الذئاب أثرًا مباشرًا على أعداد القنادس في يلوستون، حيث أصبحت مناطقها مرتعًا للحيوانات الراعية التي قضت على الكثير من النباتات التي تحتاج إليها تلك الحيوانات للبقاء. وبالإضافة لذلك حصل انفجار في أعداد القيوط الذي استغل فرصة انقراض أقرابائه الأكبر حجمًا، ليتكاثر وينتشر في مختلف أنحاء المحميّة مما أثّر سلبًا على أعداد الأرانب البرية والقوارض. ولم يعود الوضع إلى ما كان عليه حتى عام 1995، عندما أعيد إدخال الذئب الرمادي مجددًا إلى المحميّة، فاستعاد النظام البيئي توازنه شيءًا فشيءًا عبر السنين. كما أن الافتراس كان يساعد على إبقاء سيران بعض المسطحات المائيّة بشكل طبيعي، كالجداول والينابيع. فالرعي المكثّف لأشجار الصفصاف والأشجار الصنوبرية على طول خليج بلاك تايل (بالإنكليزية: Blacktail Creek) العائد لقلّة نسبة الافتراس أدّى إلى حزّ القناة، لأن تلك الأشجار كانت تساعد على إبطاء سرعة المياه وإبقاء التربة متماسكة.

## التكيفات والسلوك
يُمكن تقسيم فعل الافتراس إلى أربعة مراحل أساسيّة في أقصى حد: تحديد الفريسة، الهجوم، الإمساك، والاستهلاك. تُعد العلاقة بين المفترس والطريدة بأنها مفيدة للطرف الأول غالبا، ومضرّة للثاني؛ إلا أنه في بعض الأحيان يكون للافتراس تأثير إيجابي غير مباشر على أنواع الطرائد، على الرغم من أن الأفراد نفسها التي قُتلت لا تستفيد بأي شكل. وبتعبير آخر، في كل مرحلة مناسبة يخوض المفترس والفريسة سباق تسلّح تطوريّ ليزيد كلا منهما من فرصته الخاصة للحصول على الغذاء أو تفادي قتله والتغذّي عليه، وقد أدّى هذا التفاعل إلى ظهور عدد من التكيفات المتنوعة في كلا المجموعتين.

### التكيفات العامة

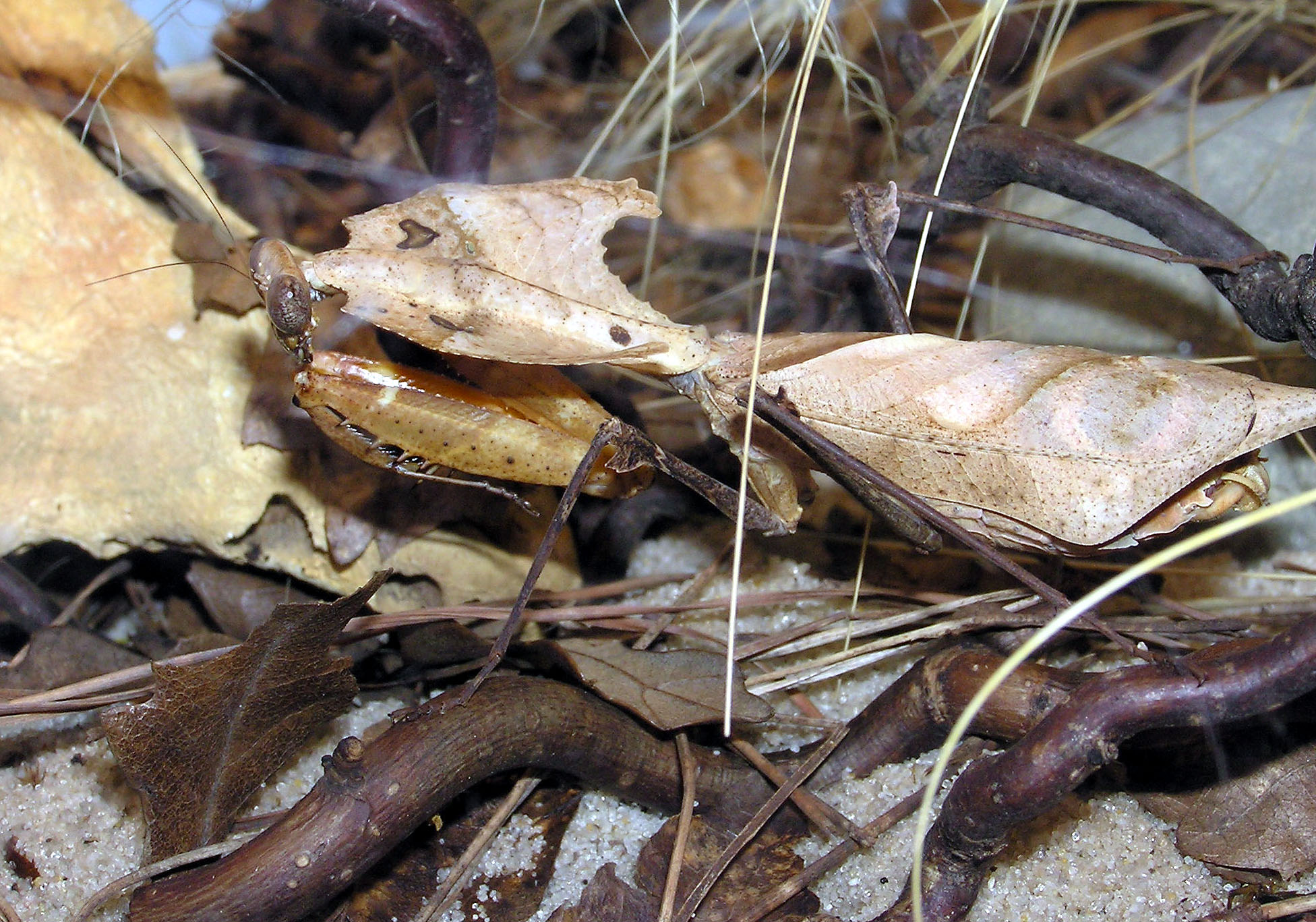
سرعوف الورقة اليابسة المموه جيدا بشكل يجعل من الصعب على مفترساته وطرائده تحديد موقعه

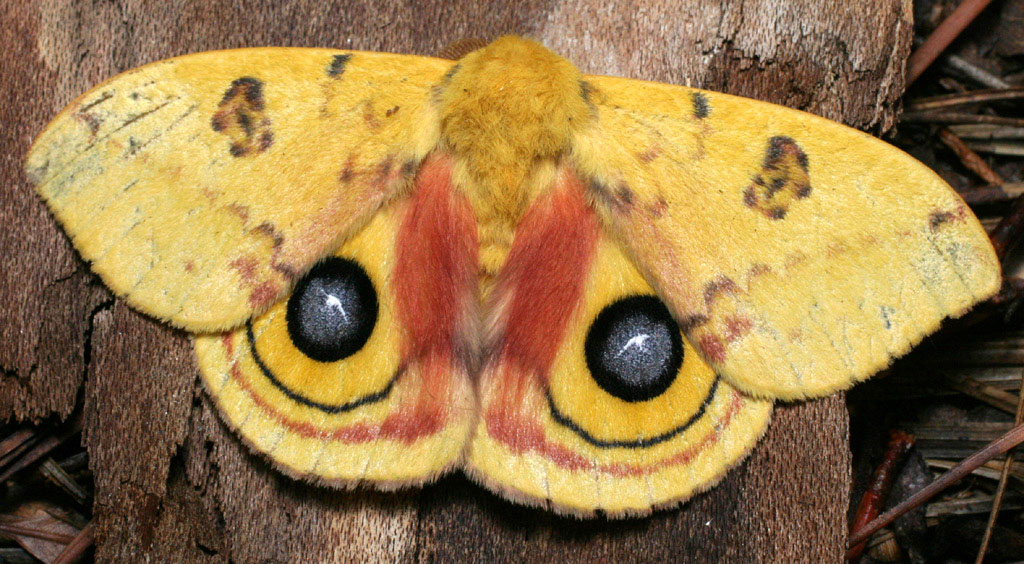
عثة آيو، أحد أبرز الكائنات التي تتبع أسلوب التشبّه

يُعد التمويه أحد التكيفات التي تُساعد كلا من المفترس والفريسة على تفادي الطرف الآخر تحديد موقعه، وهو شكل من أشكال التعمية حيث يكون للحيوان مظهر خارجي يساعده على الاختفاء أو الاندماج مع محيطه. والتمويه لا يقتصر فقط على الألوان المماثلة للأجسام المحيطة بل على شكلها ونمطها أيضا. وقد تكون الخلفيّة التي تأقلم الكائن الحي على الاندماج بها هي البيئة التي يقطنها (مثال ذلك سرعوف الورقة اليابسة الذي يُشابه أوراق الأشجار المتيبسة التي يعيش بينها)، أو أجساد غيره من الأفراد التي يعيش معها في المجموعة أو القطيع (مثل حمر الزرد التي تمتزج خطوطها ببعضها بالنسبة للناظر إليها، مما يجعل من الصعب على المفترس كالأسد أن يختار فردا واحدا منها). تزيد فرص الكائن بالاختفاء كلما كان تمويهه أكثر غنى.
ومن مظاهر الخداع المألوفة أيضًا، المحاكاة أو التقليد، أي عندما يكون للكائن الحي مظهرا خارجيّا شبيها بمظهر فصيلة أو نوع آخر. من أبرز الأمثلة على ذلك، ذبابة ذكر النحل أو الذباب الحوّام الأوروبي، الذي يشبه النحل بشكل كبير إلا أنه غير مؤذ بما أنه لا يستطيع اللسع على الإطلاق. تُعد عثة آيو أيضا مثال آخر على ظاهرة المحاكاة البايتسية (تيمنا بعالم البيئة الإنكليزي هنري والتر بايتس)، حيث أنها تمتلك علامات تشبه عيون البومة على ظهرها، فعندما يُهاجم الضاري تلك الحشرة تكشف عن أجنحتها الخلفيّة مما يُجفل المفترس لفترة قصيرة تستطيع العثة خلالها أن تهرب. تستخدم بعض المفترسات أيضا أسلوب التشبّه لتجتذب طريدتها، كما تفعل بعض أنواع اليراعات من جنس «الأنثى القاتلة» (باللاتينية: Photuris)، حيث تقوم بتقليد الإشارات الضوئية التي تصدرها إناث أنواع أخرى من اليراعات فتجذب الذكور وتفتك بها.

### تكيفات المفترسات

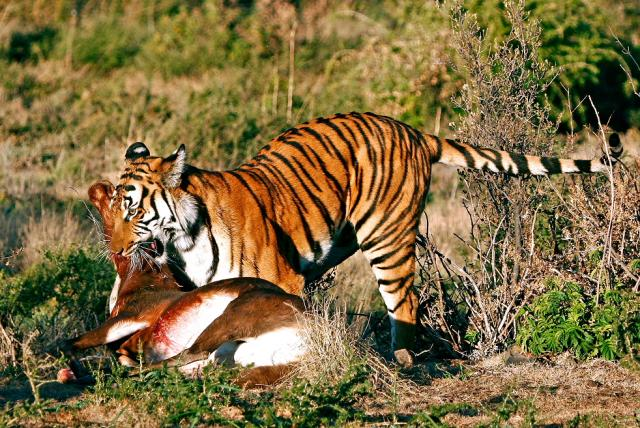
ببر يفتك بظبي

على الرغم من أن الافتراس الناجح ينجم عنه كسب للطاقة، فإن الصيد دائمًا ما يسبب فقدان للأخيرة، فعندما لا يشعر المفترس بالجوع لن يقدم عادةً على مطاردة أي فريسة، بما أن ما سيخسره من طاقة يفوق الذي سيكسبه. ومن أمثلة ذلك أن ضاريا كبيرا كالقرش المعروض في حديقة للأسماك أو في معرض مائي، والذي يواظب البشر على إطعامه بشكل وافر، سيتفادى الأسماك الصغيرة التي تسبح معه في نفس الحوض (وبالإضافة لذلك فإن هذه الأسماك تستفيد بدورها من عدم مبالاة ذلك المفترس الرئيسي بها). يُعتبر القتل الفائض سلوكا مناقضا للسلوك سالف الذكر، حيث يقوم المفترس بقتل أعداد كبيرة من الطرائد أكثر مما قد يستطيع أن يستهلك. تُعرف دراسة سلوك الغذاء وفقا لتحليل الكسب والخسارة بنظرية أفضل طرق التغذي، والتي كانت ناجحة جدا في تفسير عدد من سلوكيات الحيوانات. يحتسب معدل الخسارة والكسب وفقا لمعدل كسب الطاقة خلال وحدة زمنية معينة، على أنه هناك أيضا عدد من العوامل الأخرى المهمة، مثل المغذيات الأساسية التي لا تعطي أي سعرات حرارية لكنها تُعد مهمة للبقاء وللحفاظ على صحة سليمة.
تلجأ بعض المفترسات لأسلوب الافتراس الجماعي مما يتيح لها المجال بأن تقتل كائنات أكبر منها حجما لا تقوى على قتلها في العادة بشكل انفرادي. ومن هذه المفترسات: الأسود، الضباع، الذئاب، الكلاب البرية الآسيوية (الدُول)، الكلاب البرية الإفريقية، وأسماك الضارية (البيرانا) التي تستطيع أن تقتل عواشب أكبر منها حجما بأشواط لا تستطيع أفراد من نفس نوعها أن تقتلها بمفردها. يسمح الافتراس الجماعي لبعض الضواري أن تنظّم عمليات صيد كائنات تستطيع أن تتملّص بسهولة من مفترس وحيد؛ وبالتالي فإن مجموعة حيوانات كالشمبانزي تستطيع أن تمسك بسعدان كولوبس، وهو مخلوق رشيق يستطيع في العادة الهروب من شمبانزي واحد، كما يستطيع سرب من بيزان الهرّار (أو الهار) أن يقطع جميع طرق الهرب على أحد الأرانب. يظهر أقصى أشكال التخصص في الأدوار في أنواع من الصيد تحتاج إلى التعاون بين نوعين من الضواري تختلفان عن بعضهما كل الاختلاف: كالإنسان الذي يصطاد بمساعدة الصقور أو الكلاب، أو الذي يصطاد السمك باستخدام طائر الغاق أو القضاعة أو الكلاب. يُعتبر الافتراس الجماعي سلوكا معقدا للغاية، لذا لا تلجأ إليه جميع الكائنات الاجتماعية (من شاكلة الهررة المستأنسة). والبعض من الكائنات الضارية لا يمتلك ذكاءً معقدا، بل مجرد ذكاء غريزي، إلا أنها على الرغم من ذلك تكون قادرة على قتل مخلوقات أكبر حجما منها بكثير، كما هي الحال في البعض من أنواع النمل.

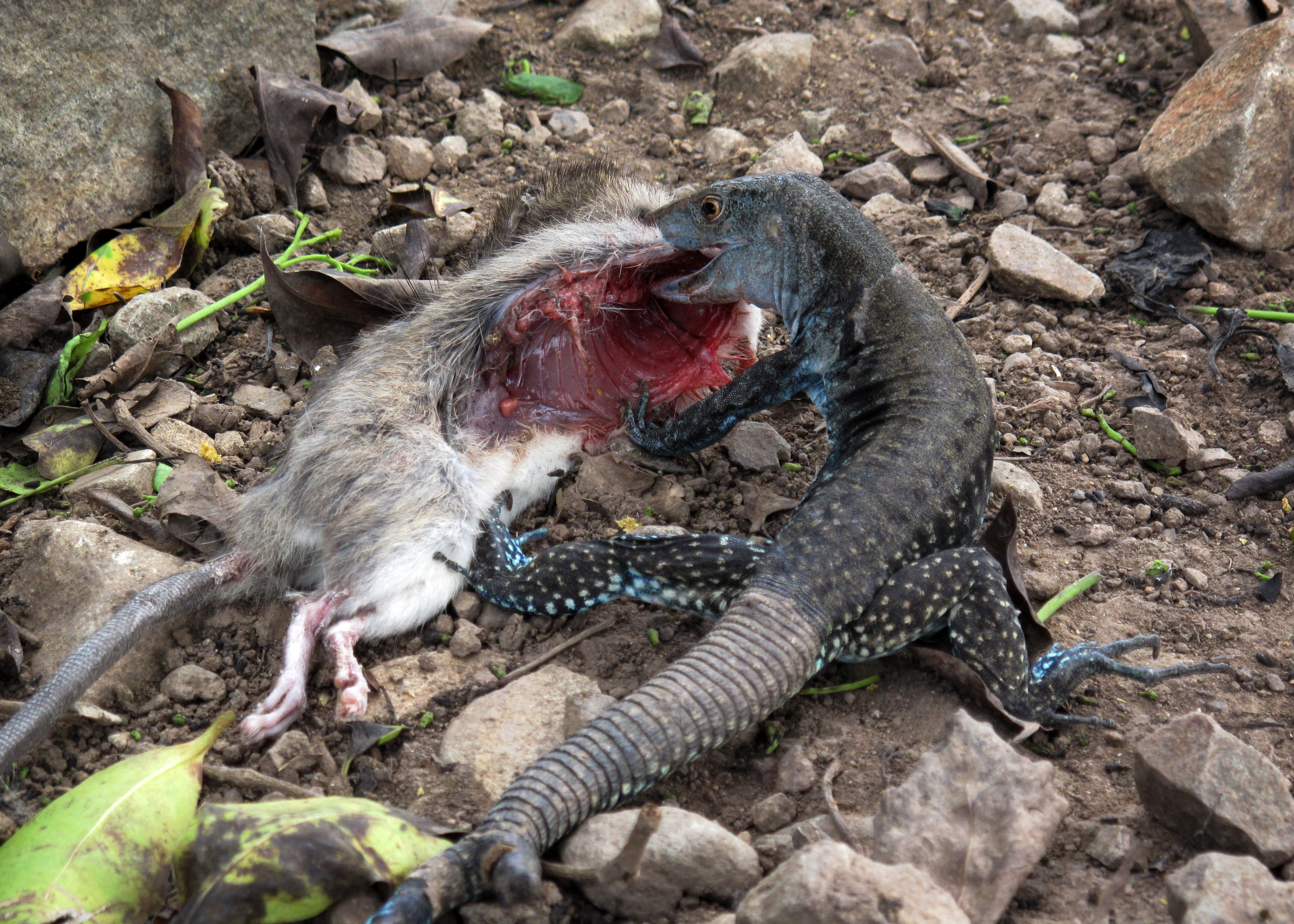
فرخ ورل يقتات على جرذ

ومن أنواع الافتراس الأخرى افتراس الحجم الانتقائي الذي يتمحور حول تفضيل بعض المفترسات صيد طرائد من حجم معين. فإمساك الطرائد الكبيرة قد يطرح مشكلة بالنسبة للضاري، كما أن الفرائس الصغيرة يُصعب العثور عليها ولا توفّر طاقة كافية لمن يقتات عليها، وقد أدّى هذا إلى وجود ترابط بين حجم المفترسات وطرائدها. قد يلعب الحجم أحيانا دورا حمائيّا للطرائد الكبيرة، فالأفيال البالغة مثلا عادةً ما تكون بمأمن من هجمات الأسود، بينما تكون اليافعة منها معرّضة لها على الدوام.
أظهرت العديد من الملاحظات حول سلوك المفترسات، أن تلك الأخيرة المأسورة بشكل ليّن (أي يُسمح لها بالدخول والخروج، من شاكلة الحيوانات المنزلية وحيوانات المزارع) والتي تُغذّى بشكل جيّد، تستطيع التمييز بين الفرائس المألوفة التي تساكنها نفس المنطقة البشريّة، وتلك البريّة الموجودة خارج تلك المنطقة. يتراوح التفاعل بين هذه الكائنات من المساكنة السلميّة إلى الرفقة الوثيقة؛ والحافز وراء تجاهل غريزة الافتراس قد يكون إما المنفعة المتبادلة التي يحصل عليها كل من الطرفان، أو خوفا من نبذها من قبل أسيادها البشر الذين أظهروا لها بشكل واضح أن قتلها أو إيذاءها للحيوانات المتواجدة معها لن يُحتمل. فالهررة والجرذان أو الفئران الأليفة مثلا تعيش سويّا في نفس المسكن البشري دون أن تؤذي بعضها البعض، وكذلك الكلاب والهررة التي تخضع لسيادة الإنسان لا تتقاتل بل يعتمد أحدها على الآخر لتأمين الدفئ، المرافقة، وحتى الحماية من الأخطار، وبشكل خاص في المناطق الريفيّة.

### التكيفات المضادة للمفترسات
تطوّرت التكيفات المضادة للمفترسات في جمهرات الطرائد المختلفة بسبب الضغط المستمر من الضواري عبر فترات طويلة من الزمن.

#### العدائيّة

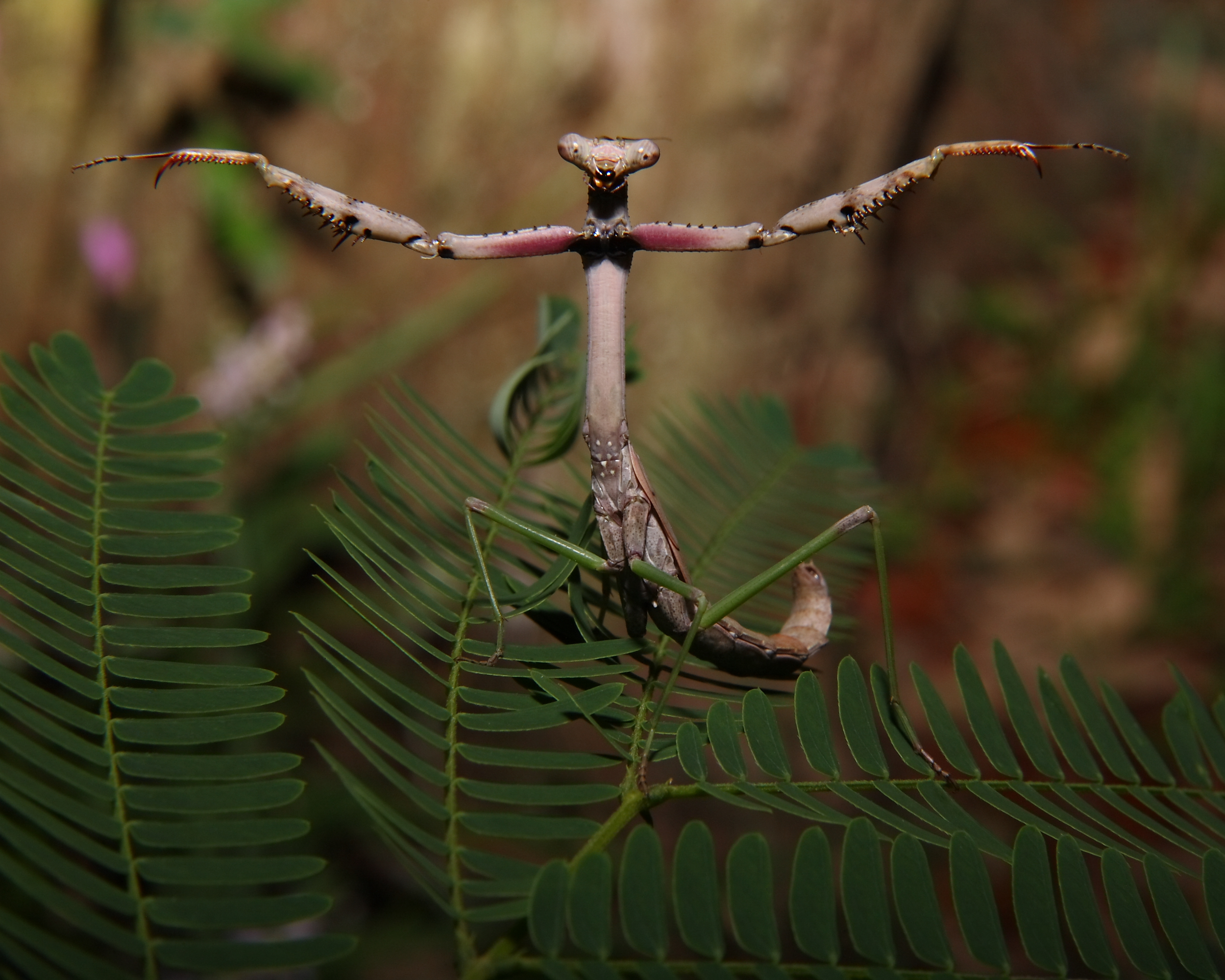
سرعوف مصلّي متخذا وقفة عدائيّة

تلجأ الحيوانات المفترسة إلى اسخدام الأدوات نفسها التي تستعملها لمهاجمة فريستها (المخالب والأسنان، والسم في بعض الأحيان) لتصيب أي مفترس محتمل بجراح عميقة كي تردعه عن مهاجمتها، كما تفعل الأفاعي المجلجلة والغرير التي تُعد من أقل أنواع الطرائد جذبا للضواري. يستخدم الأنقليس الرعاد نفس التيار الكهربائي الذي يقتل به طريدته للدفاع عن نفسه ضد العديد من مفترساته من شاكلة الأناكندة، الكيمن، اليغور، البلاشين البيضاء، الكوجر (أسد الجبال)، القضاعة العملاقة، الإنسان، والكلاب، التي تقتات عادة على أسماك قريبة من حجم الإنقليس الكهربائي؛ وبالتالي فإن هذا الأخير يبقى مفترسا رئيسيّا أو عماديّا في بيئته على الرغم من أنها غنية بالمفترسات. تستطيع الكثير من أنواع الطرائد التي لا تعتبر مفترسة بدورها (على العكس من الطائفة سابقة الذكر)، من شاكلة حمر الزرد أن ترفس مفترساتها المألوفة (مثل الأسود والضباع المرقطة) بقوّة مما قد يحطّم فكّها ويؤدي بالتالي إلى موتها جوعا.

#### السلوك الغوغائي

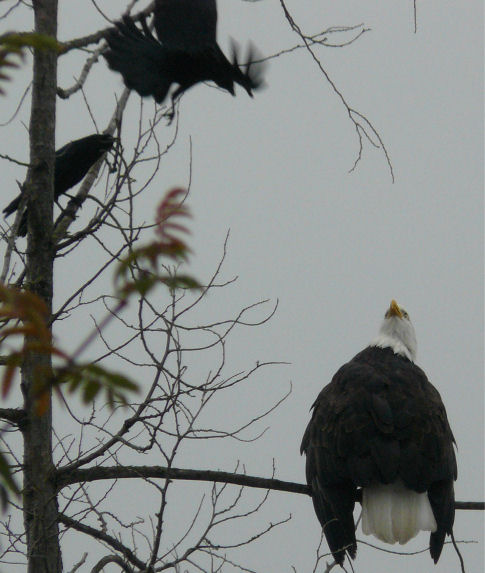
غرابين يمارسان الغوغائيّة على عقاب رخماء

السلوك الغوغائي، أو الغوغائيّة، تظهر عندما تقلب بعض أنواع الطرائد الاجتماعية الآية على المفترس حيث تتعاون مع بعضها لمهاجمته أو مناكدته. يظهر هذا السلوك عند الطيور بشكل خاص، على الرغم من أنه يُعرف بوجوده عند حيوانات اجتماعية أخرى. فمستعمرات تعشيش طيور النورس مثلا يهاجم جميع أفرادها أي دخيل بما فيه الإنسان. تتحمل الحيوانات التي تلجأ لهذا الأسلوب خطر الإصابة جرّاء مهاجمتها الضاري، ولخسارتها مقدارا معينا من الطاقة تحتاج إليه للبقاء وتربية صغارها؛ ومن أبرز الحيوانات التي يُعرف عنها لجؤها للغوغائية، الطيور المحاكية التي تستطيع أن ترغم كلبا أو هرّا أن يبحث عن هدف آخر سهل المنال، ويتحقق ذلك عبر قيام أحد الطيور بالطيران بالقرب من المفترس مما يحثه على مهاجمته، بينما يقوم آخر بنقره من الخلف مما يسبب له ألما مبرحا يجعله يتردد في مهاجمة طيور محاكية أخرى بحال عثر عليها مرة ثانية.
على الرغم من أن السلوك الغوغائي تطوّر بشكل مستقل في العديد من الأنواع، إلا أنه لا يظهر غالبا إلا عند الأنواع التي تتعرّض صغارها للافتراس بشكل مستمرّ، وخصوصا الطيور. وقد يُكمّل أسلوب التخفّي عند الصغار نفسها، كالتمويه. تُصدر الحيوانات نداءات غوغائيّة قبل أو خلال الهجوم على المفترس.
تهدف الحيوانات من وراء السلوك الغوغائي إلى أشياء أخرى غير طرد المفترس، فهذا السلوك يجذب اهتمام الضاري مما يجعل من المستحيل عليه أن يتسلل خفية لمهاجمة الطريدة. كما وتلعب الغوغائيّة دورا في تعليم الصغار تحديد المفترس وتعريفه على أنه من الكائنات التي يجب تجنبها، وفي بعض الأحيان فإن إعادة إدخال نوع معين إلى بيئته القديمة تكون غير ناجحة لأن هذه الجمهرة تفتقد الخبرة والدراية اللازمة لتحديد المفترسات المحليّة، والتي كان يجب أن تكتسبها من أهلها. ويبذل العلماء اليوم جهودا لتعليم جمهرات الحيوانات التي أعيد إحضارها كيفيّة التمييز والتفاعل مع المفترسات الموجودة في بيئتها الجديدة قبل أن يتم إطلاقها في البريّة.
قد يكون السلوك الغوغائي عبارة عن تفاعل بين نوعين مختلفين أيضًا، فمن المألوف أن تستجيب فصيلة معينة من الطيور إلى نداءات فصيلة أخرى، حيث تطير وتتجمّع وتصدر نداءها الخاص وتراقب النوع الآخر، إلا أنها لا تشارك في الهجوم. والبعض من الأنواع يقوم بهذا السلوك ويتعرّض له على حد سواء، فالغربان والزيغان مثلا عندما تحاول أن تقتات على بيض وصغار الطيور الغرّيدة الأصغر حجما تهاجمها تلك الأخيرة وتحاول إبعادها، وبالإضافة لذلك فإن تلك الغربان والزيغان تتعاون مع بعضها ومع الطيور الغرّيدة لإبعاد البيزان أو العقبان أو الثدييات المفترسة عن أعشاشها. وفي بعض الأحيان، فإن الطيور ستقوم بمهاجمة حيوان لا يُشكل عليها خطرا بشكل جماعي.
تُعتبر طيور النورس الأسود الرأس إحدى الأنواع التي تهاجم أي مفترس دخيل، كزاغ الجيف، بشراسة فائقة. وقد قام العالم هانز كروك ببعض التجارب على هذا النوع، والتي تمثلت بوضع بيض دجاج على بعد مسافة معينة من مستعمرة تعشيش، ومن ثم قام بتسجيل نسبة محاولات الافتراس الناجحة، بالإضافة لنسبة احتماليّة تعرّض الزاغ للغوغائيّة. أظهرت النتائج أن نسبة الغوغائيّة انخفضت بازدياد البعد عن الأعشاش، وازدادت مع كل محاولة افتراس ناجحة. قد يُنقص السلوك الغوغائي من مقدرة المفترس على تحديد موقع الأعشاش، إذ أن الضواري لا تستطيع التركيز على تحديد مكان البيوض عندما تتعرّض لهجوم مباشر.

#### إعلان عدم المنفعة

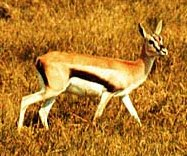
غزالة طومسون تسير بشكل غير مبالي بين قفزتين متهاديتين

يفترض الكثيرين بأنه ما أن يعثر مفترس على طريدة حتى يُبادر إلى مهاجمتها، إلا أن هذا الأمر قد لا يعود على المفترس بالنفع دوما، فغزال طومسون مثلا الذي يعثر عليه مفترس معين ويرغب بمطاردته سيخسر جزءاً كبيرا من الطاقة، فإن استطاع الغزال بطريقة ما أن يتوصل إلى إفهام المفترس أن ملاحقته لن تعود عليه بالنفع فسيؤدي ذلك إلى الحفاظ على طاقة كل من الكائنين. تُصاد غزلان طومسون من قبل العديد من أنواع المفترسات الإفريقية من شاكلة الأسود، النمور، والفهود، وعندما ترى الغزلان مفترسا يقترب منها، فإنها ستبدأ بالهرب أولاً، ومن ثم تبطئ وتبدأ بالقفز المتهادي. وهذا النوع من القفز يصف سلوكاً يتضمن القفز في الهواء مع إبقاء القوائم مستقيمة وثابتة، بالإضافة لإظهار المؤخرة البيضاء بشكل كامل والسير بشكل غير مبالي بين القفزة والأخرى. وعبر سلوكها هذا السلوك تظهر الغزلان كأنها سيئة التهايؤ أو التكيّف في مواجهة الخطر، وبأنها يستحيل أن تهرب منه بهذا الشكل، لذا فلا بد من أنه يخدم هدفا آخر. وعلى الرغم من أن الكثير من الاقتراحات تقدم بها العلماء حول هذه المسألة، إلا أن الدلائل تفيد أن النظرية التي تقول أن هذه الغزلان تقفز لتظهر عدم جدوى المطاردة لعدم الحصول على المنفعة تُعد الأقرب إلى الصحة. مثال ذلك أن الفهود تتخلّى عن الكثير من عمليات الصيد التي تقوم بها الغزلان بالقفز، وبحال أنها قامت بالمطاردة فإن احتمالات صيدها فريسة بشكل ناجح قليلة بالمقارنة مع الحالات التي تعدو فيها الغزلان بشكل طبيعي.
ومن أشكال إعلان عدم المنفعة أيضًا، التحذير اللوني الذي يُعد نقيض التمويه حيث يكون الكائن الحي مطليّا بألوان فاقعة. فالبعض من الكائنات الحيّة تمثل خطرا على مفترساتها - فقد تكون سامّة مثلا، أو قادرة على إلحاق أذىً جسدي بها. تكون الألوان التحذيريّة فاقعة ويمكن رؤيتها وتميزها فورا، كما وقد تكون على شكل أنماط مميزة أو ألوان فريدة. وما ان يتعرض المفترس للأذى من هذه الطريدة (للسعة مثلا) فإنه سيتذكر أن شكل الكائن الحي المماثل هو شيء يجب تفاديه.

## دينامكيّة الجمهرات
من الواضح جدّا أن المفترسات تقوم بتخفيض نسبة بقاء وخصوبة طريدتها، بما أنها تقتات غالبًا على الصغار والضعيفة منها، إلا أنه بالنظر إلى هذه المسألة من منظار أسمى، يظهر أن جمهرات الضواري والطرائد تتفاعل مع بعضها البعض بأساليب أخرى. فالمفترسات تعتمد على الطرائد للبقاء، ويظهر هذا الأمر جليّا بتأثّر جمهراتها بالتغيير الذي يحصل لجمهرات الفرائس زيادةً ونقصانا. إلا أنه ليس من الواضح جدا أن للمفترسات تأثير جوهري على جمهرة الطرائد، فالاقتيات على كائن حي قد لا يؤدي سوى إلى فتح المجال لاستبداله بأخر بحال كانت جمهرة الطرائد تقترب من الفائض.
يمكن عرض دينامكيّة تفاعل جمهرات المفترسات والفرائس باستخدام معادلات المفترس والفريسة أو معادلات لوتكا فولتيرّا، التي تقدم نموذجا رياضيّا حول دورة جمهرات الضواري والطرائد.

## الإنسان والافتراس

### الإنسان ككائن مفترس

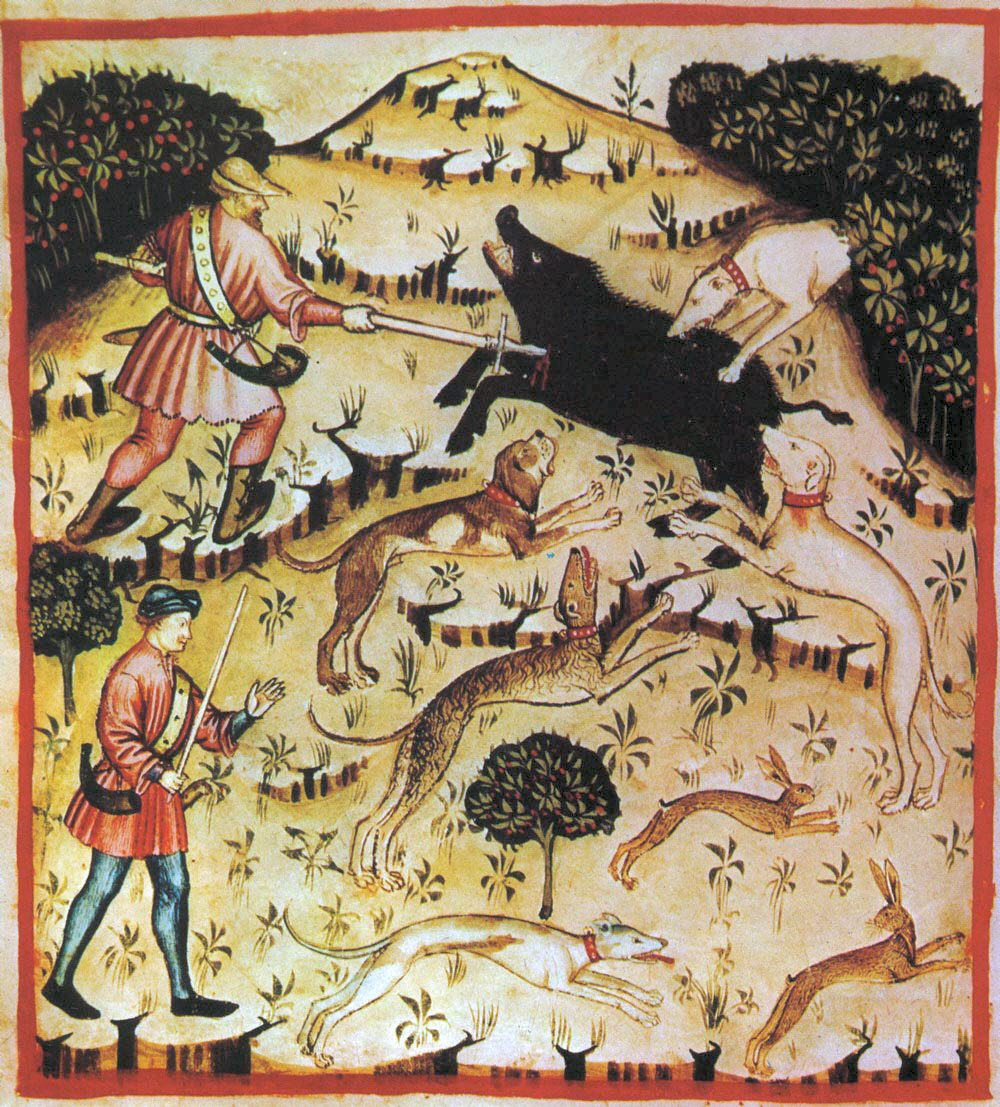
رسم يُظهر صيدا بشريّا لخنزير بري وأرانب بريّة باستخدام الكلاب، من كتاب تقوين الصحة، من القرن الرابع عشر

يُعتبر البشر في معظم أنحاء العالم أكبر وأقوى المفترسات وأكثرها تنظيما ودهاءً. يُعتبر الكلب أقرب منافس للإنسان يحمل هذه الصفات، إلا أنه يُعد مجرّد معاون أكثر منه منافس حقيقي أو خطر بالنسبة للإنسان.
يُعد البشر مستغلين مهرة للأدوات التي تتراوح من الأفخاخ، الهراوات، أدوات صيد السمك، الأسلحة النارية إلى المراكب والسيارات، والتي تستخدم في صيد حيوانات أخرى. ويستخدم البشر أيضا حيوانات معينة (كالكلاب، الغاق، والصقور) لصيد الطرائد البرية والمائية، بالإضافة لحيوانات أخرى غير مفترسة مثل الخيول، الجمال، والفيلة كي يقتربوا من الفريسة.
وقد قام الإنسان بإعادة تصميم مساحات شاسعة من أراضي العالم وخصصها لإنشاء المزارع وأراضي أخرى تستخدم لتربية الماشية، الدواجن، والأسماك بغرض الحصول على لحومها.

### في المحافظة على الحياة البرية
يؤخذ وجود المفترسات بعين الاعتبار عند الشروع بالحفاظ على الحياة البرية. فالمفترسات الدخيلة مثلا قد تشكّل عبئا وضغطا كبيرا على أنواع الفرائس التي لم تتطوّر معها بشكل متوازي، مما قد يؤدي إلى انقراض تلك الأخيرة. إلا أن هذا الأمر يعتمد على مدى قابلية الطرائد أن تتأقلم مع وجود الضواري الجديدة، ومدى قدرة الأخيرة أن تتحوّل لمصدر آخر من الطعام عندما تنخفض جمهرات الفرائس إلى أدنى مستوياتها. وإن كان المفترس قادر على أن يعتمد على طريدة أخرى، فإنه سيتحوّل إلى الاقتيات على نوعها عن طريق سلوك يُسمّى بالاستجابة الوظيفيّة، مع استمراره بالتغذّي على آخر الأفراد الباقية من الطريدة السابقة. وبالمقابل فإن هذا النوع من الفرائس قد يستمر بالبقاء على الرغم من عدم وجود نوع آخر كي يقتات عليه الضاري - وبهذه الحالة فإن جمهرة المفترس ستتدنّى أعدادها بشكل مؤكد بعد أن تتدنى أعداد فريستها، مما سيسمح لنسبة صغيرة من تلك الطرائد بالبقاء. يُعتبر إدخال نوعا جديدا من الفرائس أحد الأسباب الأخرى التي من شأنها أيضا أن تسبب انقراض الفريسة البلديّة، بما أنها تشكل لها منافسة على الحوز والغذاء مضافة إلى الضغط الذي تتعرض له من المفترس الدخيل.
المفترسات غالبا ما تكون الكائنات المعرضة للانقراض، وبشكل خاص المفترسات الرئيسيّة أو الفوقيّة التي تتنافس والبشر. قد تؤدي المنافسة على الفرائس بين المفترس ونوع آخر إلى اختفاء المفترس - بحال كان دوره البيئي يتقاطع بشكل كامل مع دور بيئي لأخر، وهذا يجب أن يؤدي بالنهاية إلى بقاء واحد منهما فقط وفقا لمبدأ استبعاد المنافسة. قد يؤدي تراجع أعداد جمهرة الطريدة إلى انقراض مزدوج لها ولمفترسها. وبالإضافة لذلك، فإن المفترسات دائمًا ما تكون أقل وفرة من فرائسها وأكثر عرضة منها للانقراض، لأنها تحتل رتبةً غذائية أعلى.

### التحكم البيولوجي

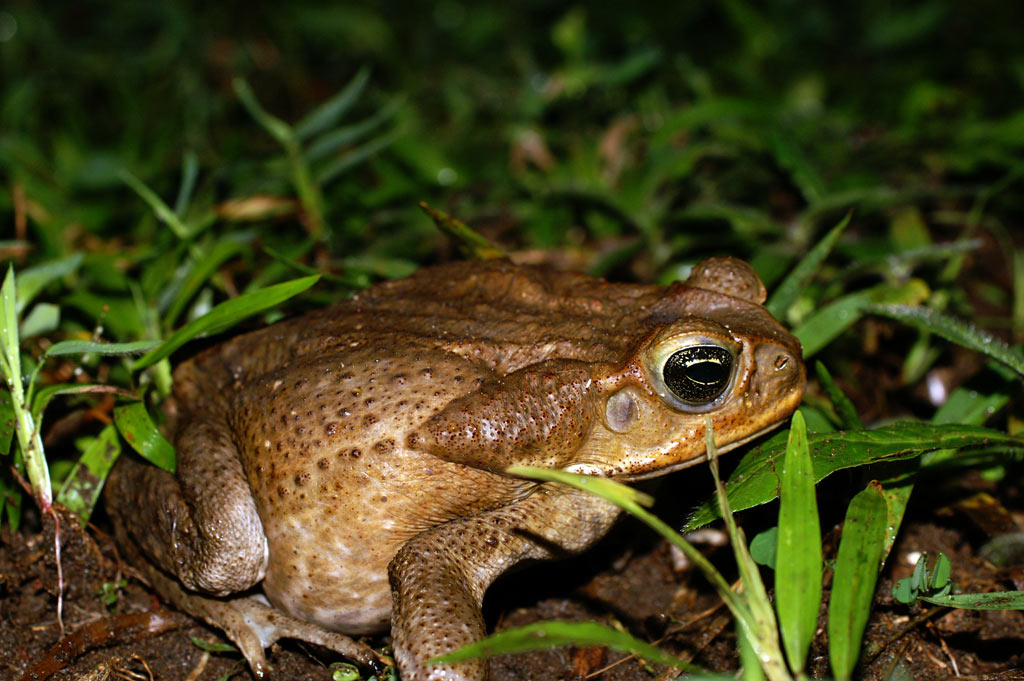
علجوم القصب أو العلجوم العملاق، أحد المفترسات الدخيلة التي سببت مشاكل أكثر من حلول في معظم الدول التي استقدمت إليها

قد يستخدم الإنسان المفترسات للحفاظ على البيئة من منظور مختلف، وهو التحكم بأعداد الأنواع الدخيلة. وعلى الرغم من أن الهدف هو إزالة هذه الحيوانات من البيئة التي استقدمت إليها بشكل كلّي، إلا أنه في الغالب لا يمكن سوى تخفيض أعدادها لنسبة معينة. ويتم في العادة إدخال ضوار من الموطن الأصلي للنوع الدخيل للتحكم بأعداده، إلا أنه في بعض الحالات لا يكون لهذا الأمر سوى تأثير بسيط، بل إنه قد يسبب مشاكل لم تكن في الحسبان، وأبرز مثال على هذا هو علجوم القصب أو العلجوم العملاق الذي تمّ إدخاله إلى الكثير من أنحاء العالم بما فيها أستراليا للتحكم بأعداد بعض الآفات الزراعية مثل خنفساء القصب، فأصبح مصدر تهديد للضفادع البلدية والقوارض وحتى المفترسات الأخرى التي لم تستطع الاقتيات عليه بسبب سميّة جلده. وبالإضافة لاستخدام الضواري في علم أحياء الانحفاظ، فإنها تستخدم أيضا للحد من الآفات الزراعية. فالمفترسات الطبيعية لا تكون مضرّة بالبيئة وتُعد إحدى الأساليب التي لا تسبب أضرارا للمحاصيل، ووسيلة بديلة للمبيدات الكيميائية كمبيدات الآفات.

## معرض صور

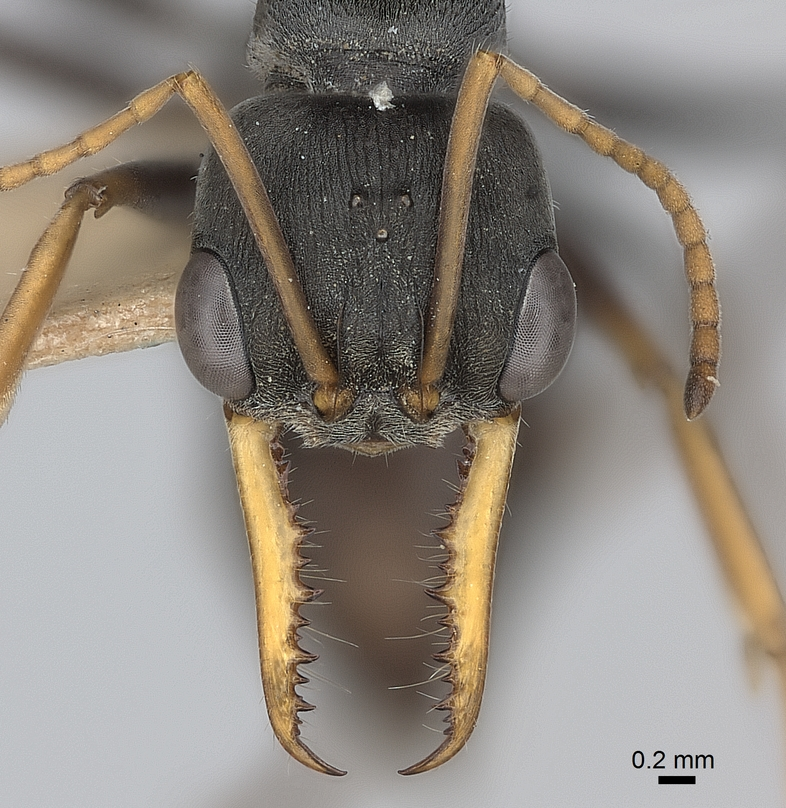
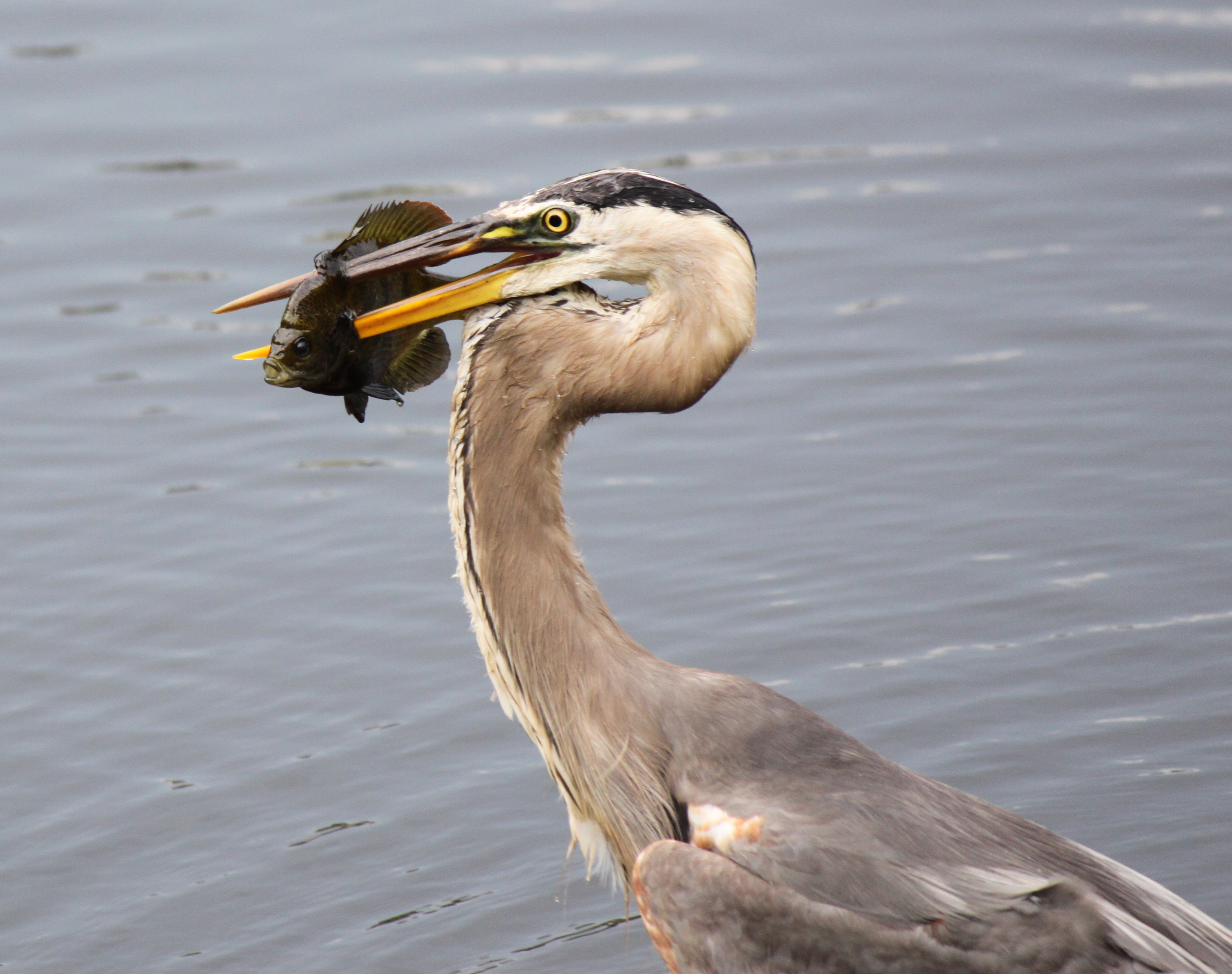
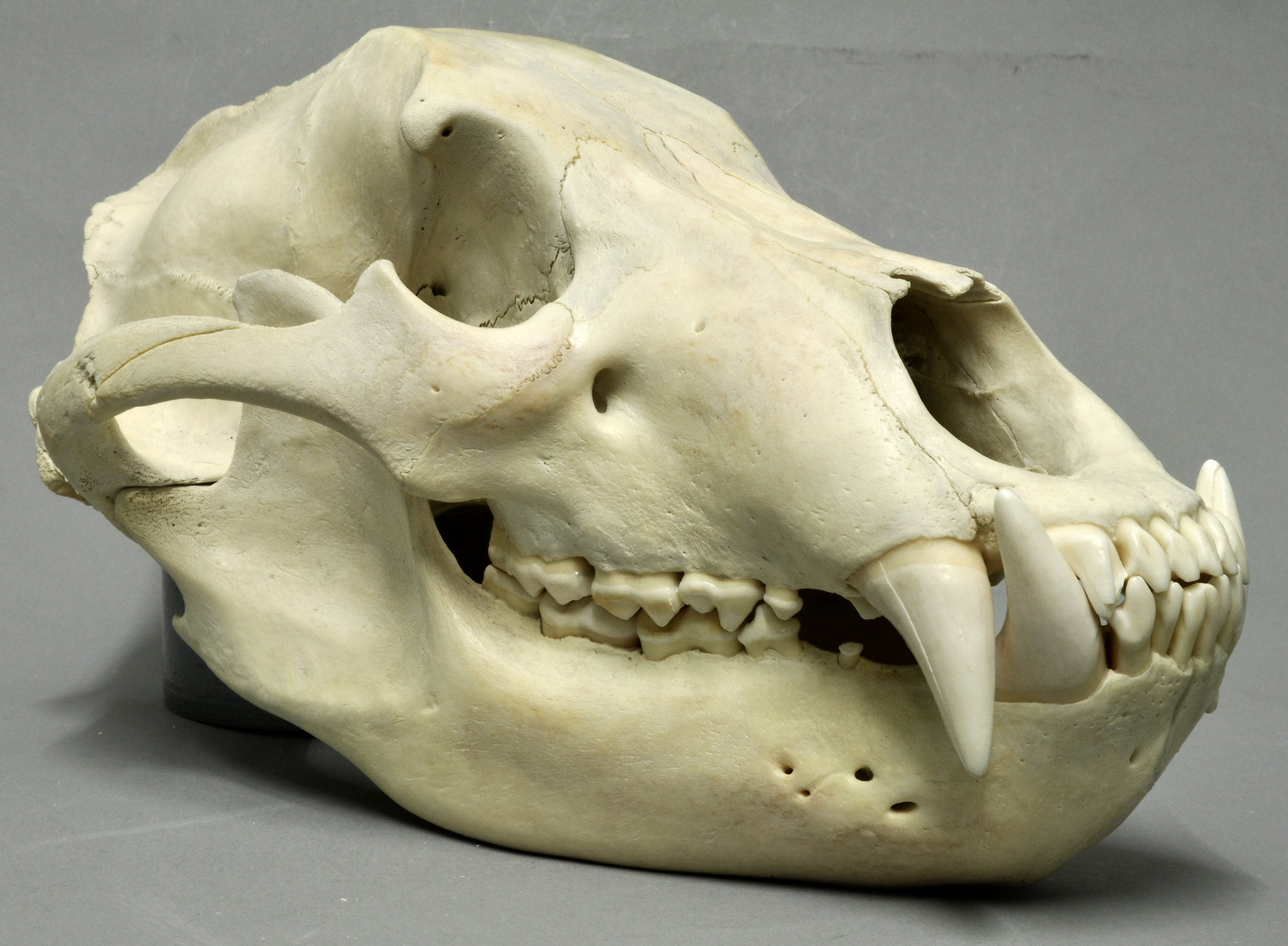
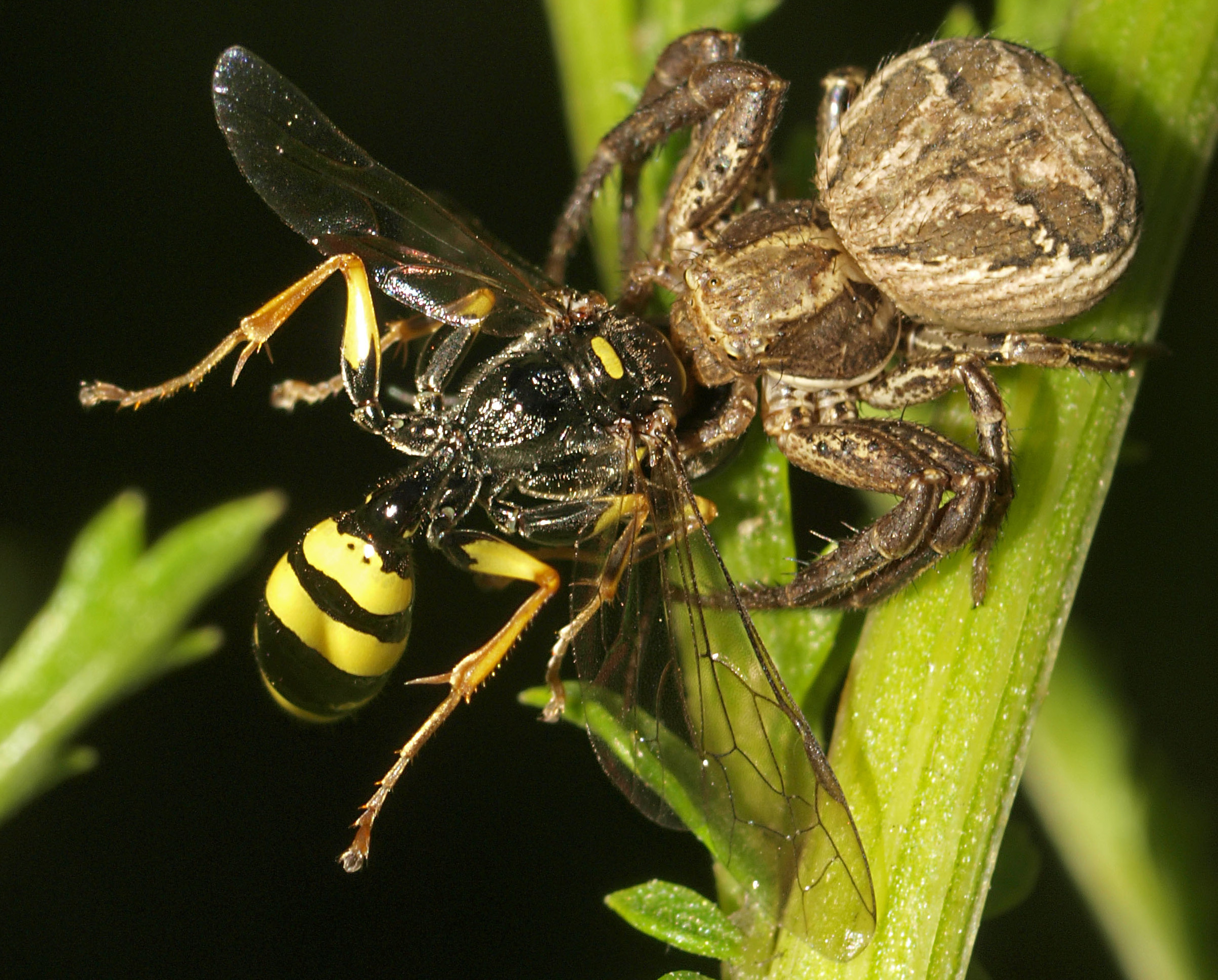
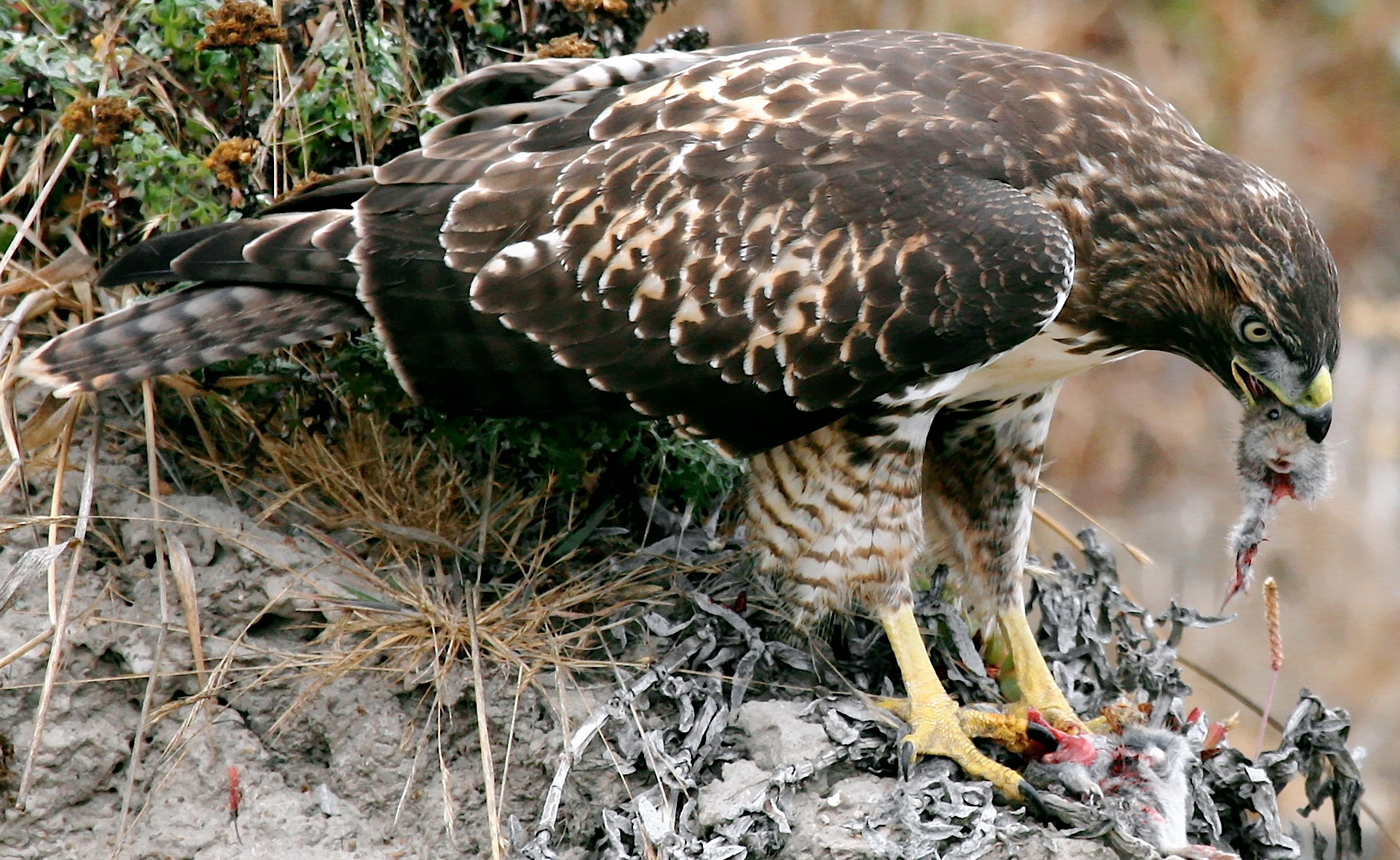